# Franco Lucchini
Franco Lucchini (Roma, 24 dicembre 1914 – Catania, 5 luglio 1943) è stato un ufficiale e aviatore italiano.
Capitano della Regia Aeronautica, fu un eroe di guerra della seconda guerra mondiale decorato con la medaglia d'oro al valore militare alla memoria.
Con 22 abbattimenti fu tra i migliori assi della Regia Aeronautica Italiana durante la Guerra civile spagnola e la Seconda guerra mondiale. Secondo alcune fonti, il bilancio bellico assommerebbe a 26 vittorie aeree individuali (e ulteriori 52 condivise con altri piloti), inclusi i 5 abbattimenti ottenuti in Spagna..

## Biografia
Franco Lucchini nacque a Roma il 24 dicembre 1914. La sua passione per il volo fu stimolata dai racconti di due amici di famiglia come Gian Giacomo Chiesa, direttore della scuola di pilotaggio di Cerveteri, e il colonnello Bertolini, comandante dell'aeroporto di Furbara, poi caduto nei cieli d'Etiopia.
Lucchini entrò a far parte della Regia Aeronautica come ufficiale di complemento nel 1935. Ottenne il brevetto di pilota militare presso la Scuola Aeronautica di Foggia nel luglio 1936 e venne in seguito assegnato alla 91ª Squadriglia Aeroplani da Caccia del 4º Stormo.

## Guerra civile spagnola
Nel 1937 Lucchini decise di partire volontario per la guerra civile spagnola. Il 22 luglio si imbarcò a Ostia su un cargo diretto a Cadice. Fu assegnato alla 19ª Squadriglia, 23º Gruppo Caccia Aviazione Legionaria, basato a Torridoe ed equipaggiato con caccia biplani Fiat C.R.32.
Durante il conflitto civile spagnolo, a Lucchini vennero accreditare 5 vittorie aeree, nel corso di 122 missioni di volo. Fu a sua volta abbattuto due volte, la seconda – il 22 luglio 1938 – dai Polikarpov I-16 di scorta, dopo aver fatto precipitare un bombardiere Tupolev ANT-40 (Tupolev SB-2). Lanciatosi con il paracadute, venne fatto prigioniero ma riuscì a scappare nel febbraio 1939.
Le sue vittorie in Spagna gli valsero la promozione al ruolo di ufficiale di ruolo effettivo ed una Medaglia di Argento al Valor Militare. Tuttavia il numero dei suoi abbattimenti in Spagna è - secondo alcuni storici - sovrastimato, forse nell'intento di farlo apparire, davanti all'opinione pubblica, come il “Baracca della seconda guerra mondiale”. Secondo alcune fonti, in effetti, in Spagna, Lucchini avrebbe ottenuto solo una vittoria confermata, oltre ad altre in collaborazione con altri piloti.
Al termine della guerra civile Lucchini rientrò al suo reparto d'origine per poi passare alla 90ª Squadriglia dello stesso Stormo Caccia nell'aprile 1940.

## Seconda guerra mondiale

### Nord Africa
Allo scoppio della seconda guerra mondiale, Lucchini era quindi in forza alla 90ª Squadriglia, con il grado di tenente. L'unità del 4º Stormo, dopo essere stata riequipaggiata con il nuovo caccia Fiat C.R.42, venne inviata in Africa settentrionale. Qui l'11 giugno 1940, Lucchini volò per la prima missione di guerra a protezione di Tripoli. Il 21 giugno, attaccava uno Short Sunderland, già intercettato senza risultato da un altro Fiat C.R.42 e da due C.R.32 al largo di Tobruk. Lucchini colpì l'imponente (oltre 34 metri di apertura alare) idrovolante inglese, lasciandolo con due motori che fumavano. Non ne rivendicò la distruzione ma due giorni dopo, dalla base navale di Bardia comunicavano che un aereo di quel tipo era stato trovato affondato, con pesanti danni e solo un membro dell'equipaggio sopravvissuto, anche se ferito. Pur essendo una vittoria di Lucchini, l'abbattimento fu attribuito anche agli altri tre piloti (in realtà con ogni probabilità il quadrimotore attaccato da Lucchini era il Sunderland L2160/X del 230 Squadron che rientrò alla base di Alessandria d'Egitto pesantemente danneggiato da pallottole esplosive).
Cinque settimane dopo, il 28 luglio, Lucchini (con il sergente Giovanni Battista Ceoletta della 90ª Squadriglia e Giuseppe Scaglioni della 84ª Squadriglia) decollava da El Adem, per intercettare una formazione di Bristol Blenheim. I tre piloti italiani abbattevano quindi il Blenheim (K7178) del 30 Squadron della RAF, che si schiantò al suolo uccidendo tutto l'equipaggio, e danneggiavano pesantemente un altro Blenheim del 113 Squadron RAF.
Nella grande battaglia aerea del 4 agosto 1940 sulla Ridotta Capuzzo, Lucchini,  abbatteva un Gloster Gladiator con 385 colpi, nei pressi di El Adem, molto probabilmente quello pilotato dal Flight Lieutenant Marmaduke Pattle "Pat", destinato a diventare uno dei più grandi "assi" alleati, con circa 50 aerei abbattuti (e con il più alto numero di velivoli italiani distrutti nella seconda guerra mondiale) che del suo abbattitore notò come fosse un eccezionale tiratore, in grado di calcolare con grande accuratezza la traiettoria dei proiettili e quella dell'aereo avversario.
Durante questo primo ciclo operativo in Nord Africa, a Lucchini furono accreditate 3 vittorie aeree individuali e 15 in collaborazione, nel corso di 94 missioni e 13 combattimenti aerei.
Fu decorato con una seconda Medaglia d'argento al Valor Militare e due Medaglie di Bronzo al Valor Militare.

### Malta
Agli inizi del 1941 la 90ª Squadriglia venne inviata in Italia per essere riequipaggiata con i nuovi caccia Macchi M.C.200 e successivamente, il 16 giugno 1941, a Trapani in Sicilia per partecipare alle operazioni contro l'isola di Malta. Lucchini otteneva una nuova vittoria aerea il 27 giugno 1941, abbattendo un Hawker Hurricane. Successivamente condivise molte altre vittorie con i suoi compagni del 4º Stormo.
Il 17 luglio 1941, 49 MC.200 del 7º Gruppo, 10° e 16º Gruppo partirono a metà mattinata per scortare un CANT Z.1007bis da ricognizione su Malta. Durante il viaggio i caccia del 16º Gruppo si separarono e tornarono alla base, ma il resto della formazione raggiunse l'isola dove erano stati schierati otto Hurricane del No. 249 Squadron ed undici del No. 185 Squadron. L'aereo dello Squadron Leader Robert Barton (Hurricane Z3262) rivendicò un MC.200 abbattuto in fiamme, mentre l'ufficiale pilota P. G. Leggett ne rivendicò un secondo ed il Flying Officer C. C. H. Davis uno danneggiato. Due MC.200 del 10º Gruppo andarono infatti persi quando il Sergente Maggiore Enrico Botti (MC.200 MM6500) ed il Sergente Maggiore Natale Fiorito (MC.200 MM5217) furono abbattuti. In compenso i piloti del 10º Gruppo rivendicarono quattro Hurricane ed altri due probabili. Il Tenente Colonnello Carlo Romagnoli ed il Capitano Franco Lucchini rivendicarono ciascuno un Hurricane abbattuto ed il Sergente Maggiore Elio Miotto due. Il maresciallo Leonardo Ferrulli ed il sergente Luigi Contarini ne rivendicavano entrambi probabili. Un Hurricane è andato perso quando il 22enne sergente Maurice Guest (RAF n. 920596) del No. 249 Squadron nell'Hurricane Z2818 non è riuscito a tornare.
Nel settembre 1941, Lucchini nuovamente decorato con una Medaglia di Argento al Valor Militare e, nel dicembre dello stesso anno, venne nominato comandante della 84ª Squadriglia, sostituendo il capitano Luigi Monti. Poco dopo la promozione, l'unità venne inviata ad Udine per essere riequipaggiata con i caccia Macchi M.C.202. Il 3 aprile 1942, il 4º Stormo iniziava a tornare in Sicilia, dove era stato basato nel novembre e nel dicembre del 1941, con l'arrivo del 10º Gruppo, proveniente da Roma-Ciampino, a Castelvetrano. L'unità, forte di 26 nuovi Macchi M.C.202, era guidata proprio da Lucchini, al momento accreditato dell'abbattimento di 14 aerei nemici, più uno in collaborazione.
Il 9 maggio Lucchini guidò su Malta altri 15 piloti su Macchi 202, di scorta a cinque CANT Z. 1007bis. Trentatré Spitfire attaccarono la formazione. La RAF dichiarò l'abbattimento di 3 bombardieri e un caccia. In realtà tutti gli aerei italiani rientrarono alla base, con solo un "Folgore" colpito da un proiettile da 20 mm. Lucchini (come l'asso Teresio Martinoli e un altro pilota), rivendicò un Supermarine abbattuto, ma la RAF non dichiarò perdite. Il giorno dopo, durante una missione di scorta di 15 Folgore e dieci Reggiane Re.2001 a cinque CANT Z.1007, 18 Spitfire ed altri aerei da caccia britannici attaccarono la grande formazione italiana e Lucchini rivendicò il "probabile" abbattimento di un altro Spitfire.
Il 15 maggio, Lucchini decollava con altri 29 Macchi del 9º e 10º Gruppo per scortare tre Savoia Marchetti S.M. 84 diretti a bombardare baraccamenti della Baia di San Paolo. Dopo il bombardamento cinque Spitfire si lanciarono contro i bombardieri ma venivano intercettati dalla scorta e Lucchini ne attaccava uno e lo abbatteva. Subito dopo ingaggiava combattimento con altri Spitfire, mitragliandone "efficacemente" uno.

### Secondo periodo in Nord Africa
Il 22 maggio 1942 l'intero 4º Stormo, dopo aver riequipaggiato i suoi caccia con filtri di aspirazione tropicalizzati, venne nuovamente inviato in Nord Africa, presso l'Aeroporto di Martuba per partecipare all'offensiva italo-tedesca dal generale Erwin Rommel contro le truppe inglesi.
Nel pomeriggio del 4 giugno, Lucchini con altri quattro 202 del 10º Gruppo attacca, nel cielo di Bir Hacheim, una formazione di 30 tra P-40 ed Hurricane: due P-40 (uno da lui) e quattro Hurricane sono abbattuti. Il 17 giugno abbatteva un altro P-40 su Sidi Rezegh.

Un Macchi M.C.202 del Museo Storico dell'Aeronautica Militare a Vigna di Valle. Lucchini ottenne la maggior parte delle sue vittorie aeree pilotando questo eccellente caccia della Macchi.

Il 10 luglio 1942, guidava altri 10 Macchi 202 dell'84ª Squadriglia, prima di scorta a dei C.R.42 del 158º Gruppo nell'area di El Alamein, e poi in una missione di caccia libera. Lucchini avvistò una formazione di 15 P-40 e portò la sua formazione all'attacco. I Curtiss formarono un cerchio difensivo Lufbery. Dopo trenta minuti, esaurite le munizioni, i Macchi tornarono alla base. Lucchini rivendicò l'abbattimento di un P-40 (altri sette vennero dichiarati abbattuti dai piloti della sua formazione e della 90ª Squadriglia). 
Il 5 agosto, guidato dal radar tedesco Freya decollò con una formazione di 12 Macchi della 84ª Squadriglia e della 90ª Squadriglia, per intercettare dei bombardieri nemici. Venne guidato verso est, fino a 20 km da Alessandria d'Egitto, ma non entrarono in contatto con i bombardieri. Sulla rotta del ritorno, i piloti italiani avvistarono ed attaccarono una quindicina di Hurricane e P-40, abbattendone tre (uno assegnato a Lucchini).
Il 2 settembre, alle 06:00, Lucchini era in volo con altri 17 Macchi del 10º Gruppo guidati dal Maggiore Giuseppe D'Agostinis in una missione di caccia libera. Incontrarono due formazioni di 18 Douglas Boston e una di 12, scortati da trentacinque Spitfire sull'area di Bir Mseilikh. Nel combattimento che ne seguì Lucchini dichiarò l'abbattimento di un Boston e di uno Spitfire.
Gli operatori del radar Freya,  il 20 ottobre tardarono ad identificare una numerosa formazione di aerei alleati e Lucchini, con altri 13 piloti del 4º Stormo, intercettarono 24 Boston e Lockheed Hudson ancora in azione su Fuka, scortati da 30 P-40s e 20 Spitfire. Lucchini danneggiò un Hudson (l'intero 4º Stormo rivendicò l'abbattimento di 24 aerei nemici) ma il suo M.C.202 fu danneggiato da un colpo di cannoncino da 20mm e fu costretto a compiere un atterraggio di emergenza.
Il 24 ottobre 1942, Lucchini venne ferito ad un braccio e alle gambe durante una missione di volo. Inviato immediatamente presso l'ospedale di Fuka venne poi rimandato in Italia per un periodo di convalescenza. Durante questo secondo turno in Africa Lucchini meritò una Croce di Ferro di seconda classe conferita dagli alleati tedeschi per il coraggio dimostrato in azione.

### Estate 1943
All'inizio del 1943 la sconfitta italo-germanica in Nord Africa portò al rischieramento del 4º Stormo in Italia per cercare di contrastare eventuali sbarchi sulle coste siciliane da parte delle forze alleate. Tra i mesi di gennaio e giugno il reparto venne parzialmente riequipaggiato con i nuovi caccia Macchi M.C.205. Lucchini rientrò in servizio nel marzo 1943 e venne promosso al comando del 10º Gruppo.
All'inizio di luglio, l'offensiva aerea degli alleati, volta a eliminare ogni opposizione da parte della Regia Aeronautica all'invasione dell'Italia, investe gli aeroporti delle Puglie, della Sardegna e della Sicilia, dove è basato il 4º Stormo. 
Il 5 luglio 1943, Lucchini, ai comandi di un Macchi M.C.202, decollava alle 10:25, con altri 26 M.C.202 e M.C.205 del 4º Stormo per intercettare 52 bombardieri scortati da una ventina di caccia Supermarine Spitfire, diretti a bombardare gli aeroporti attorno a Catania. Il Capitano Lucchini comandava il 10º Gruppo, formato dall'84ª, la 90ª e la 91ª Squadriglia. Sulla verticale della base aerea di Gerbini, Lucchini, dopo avere abbattuto un caccia di scorta (la sua 26ª vittoria) attaccava la formazione di Boeing B-17 Flying Fortress, che incontrava per la prima volta. Lucchini danneggiava diversi bombardieri, poi veniva visto attaccare un B-17, tra un nugolo di traccianti nemici, prima di precipitare, con il tettuccio chiuso, a pochi chilometri ad est di Catania. Il corpo di Lucchini fu ritrovato due giorni più tardi.
Alla sua morte, Lucchini era stato decorato con cinque Medaglie d'argento al valore militare, una Medaglia di bronzo al valore militare, tre Croci di guerra al valor militare e una Croce di Ferro tedesca di seconda classe. Era stato citato sul Bollettino di Guerra il 5 settembre 1942 e il 6 luglio 1943.
Le sue vittorie erano state ottenute in 70 combattimenti aerei nel corso di 262 (secondo altri 294) missioni di guerra.
Nel 1952 venne decorato alla memoria con la Medaglia d'Oro al Valor Militare postuma. La sua salma riposa presso il Sacrario dell'Aeronautica Militare presso il cimitero del Verano, Roma.